# Boksar (orožje)
Boksar je orožje, katerega glavni namen je okrepiti in hkrati zavarovati pest pri boju.
Prvi boksarji so bili iz debele svinčene žice, sodobni pa so oblikovani tako, da pride en člen na vsak prst (razen palca), medtem ko se v notranjosti pesti nahaja povezovalni element. 
Za potrebe bojevanja so tudi razvili večnamenske boksarje:
- apaška pištola; orožje, ki je združevalo boksar, bodalo in brezcevni revolver iz 19. stoletja.
- boksar bodalo; orožje je združevalo bodalo in boksar ter je bilo prvenstveno namenjeno za prikrito odstranjevanje sovražnikovih stražarjev.